# طب بيزنطي

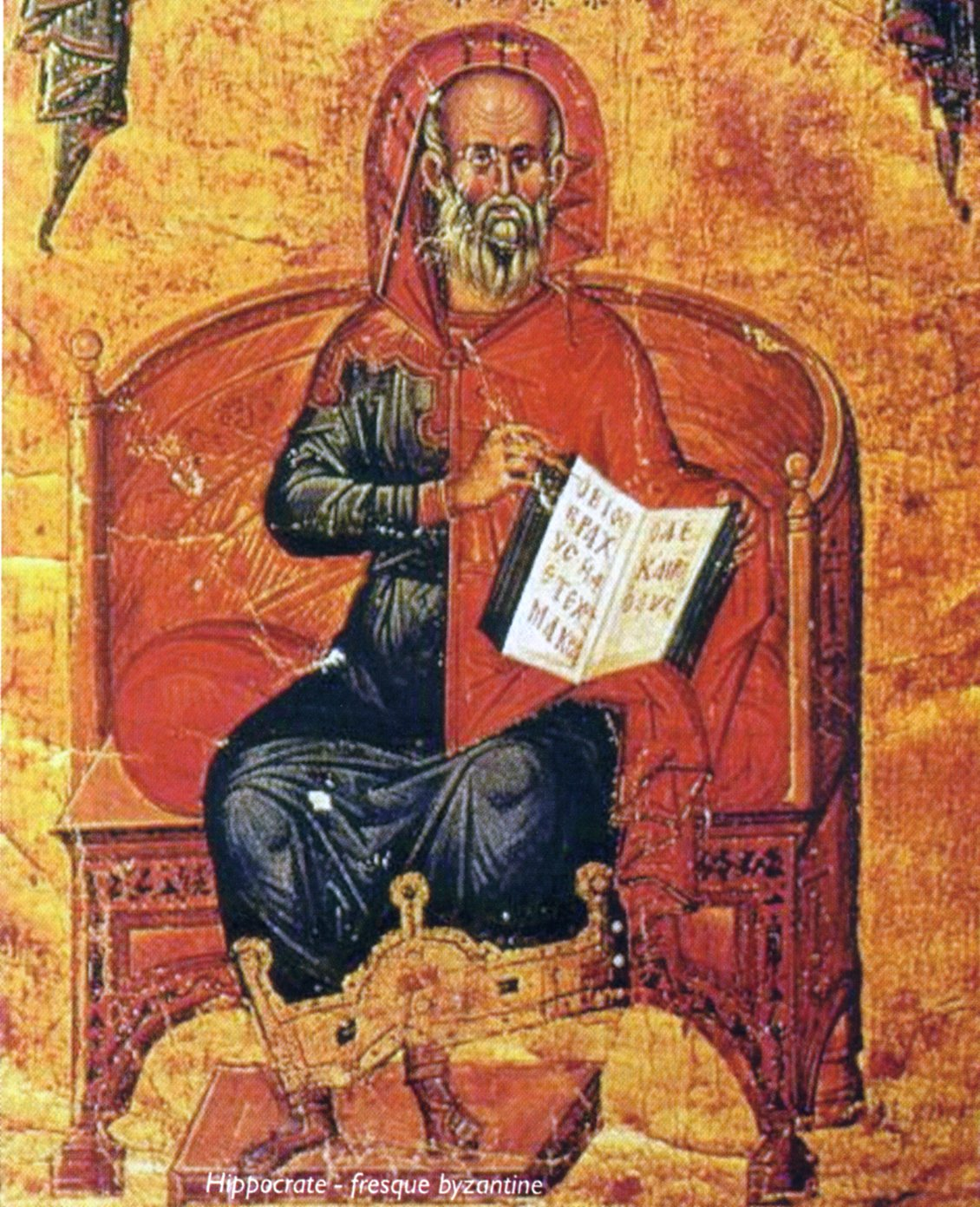

الطب البيزنطي يشمل الممارسات الطبيّة الشائعة للإمبراطورية البيزنطية من عام 400 ميلادي إلى عام 1453 ميلادي. كان الطب البيزنطي مرتبط على قاعدة المعرفة التي وضعتها سابقاتها الحضارة اليونانية والرومانية. وقد حافطت الممارسات الطبيّة البيزنطية على الممارسات الطبية من العصور القديمة الكلاسيكية، وقد أثرّ الطب البيزنطي على الطب الإسلامي فضلاً عن الممارسات الطبية في عصر النهضة.
جمّع الأطباء البيزنطيين في كثير من الأحيان المعرفة الطبية الموحدة في كتب تعليمية. من أهم الأعمال الطبية التي نجت هي خلاصة الطبية في سبعة كتب، الموسوعة الطبية خلاصة الطب في سبعة كتب للطبيب البيزنطي بولس الأجانيطي ولسنوات عديدة تضمن هذا العمل مجموع كل المعارف الطبيّة الغربيّة في الإمبراطورية البيزنطية.
قاد إعلان المسيحية كديانة رسمية في الإمبراطورية الرومانية إلى التوسع في توفير الخدمات والرعاية الاجتماعية. بعد مجمع نيقية في عام 325 تم بناء في كل مدينة مستشفى قرب الكاتدرائية. ومن أوائل المستشفيات التي اقيمت كانت من قبل الطبيب القديس سامبسون في القسطنطينية، وباسيل أسقف قيصرية في تركيا المعاصرة. وقد بنى باسيل مدينة دعيت "بباسيلاس"، وهي مدينة شملت مساكن للأطباء والممرضين ومبان منفصلة لفئات مختلفة من المرضى. وكان هناك قسم منفصل لمرضى الجذام. بعض المستشفيات حوت على مكتبات وبرامج تدريب، وجمع الأطباء دراستهم الطبية والدوائية في مخطوطات حفظت في مكتباتها. وبالتالي ظهرت الرعاية الطبية للمرضى في معنى ما نعتبره اليوم المستشفى، وكان يقودها الكنيسة الأرثوذكسية والاختراعات والابتكارات البيزنطية واعمال الرحمة المسيحية.